# Komisja Centralna z Fokszanów
Komisja Centralna z Fokszanów (rum. Comisia Centrală de la Focșani) – organ władzy ustawodawczej Zjednoczonych Księstw Mołdawii i Wołoszczyzny powołany przez konwencję paryską z 19 sierpnia 1859.
Zadaniem Komisji była unifikacja prawodawstwa dwóch księstw i tworzenie nowych aktów prawnych. Funkcjonowała od 22 maja 1859 do rozwiązania 12 lutego 1862. Składała się z 16 członków, po ośmiu z Mołdawii i Wołoszczyzny. Połowę z nich wybrały lokalne zgromadzenia, drugą połowę mianował książę Mołdawii i Wołoszczyzny. Przygotowała projekty około 60 ustaw. Projekty konstytucji (wzorowany na ustawie zasadniczej Belgii z 1831 i szkicu jednego z członków Komisji, Mihaila Kogălniceanu z 1848) i ustroju dla wsi nie weszły w życie z powodu sprzeciwu księcia Aleksandra Jana Cuzy i kół postępowych. Komisji nie udało się także przeforsować swojego projektu prawa wyborczego. Wśród wprowadzonych w życie praw stworzonych przez Komisję była ustawa o powołaniu wspólnego dla obydwu księstw Sądu Apelacyjnego. Komisja zajmowała się także prawem podatkowym.
Siedzibą Komisji był dom wynajmowany od bojara Scarlata Bontașa w Fokszanach przy ulicy, która dzisiaj nosi jej imię. W latach 1962–1966 służył on jako więzienie. Następnie stał się siedzibą Muzeul Unirii (Muzeum Zjednoczenia). Członkowie Komisji mieszkali w miejscowym hotelu Cimbru.